# Sporadi Orientali
L'arcipelago delle Sporadi Orientali, anche noto come isole Egee settentrionali, è un gruppo di isole situate nel Mar Egeo nordorientale, divise tra le odierne Grecia, alla quale appartengono in larga maggioranza, e Turchia. È suddiviso a sua volta in due arcipelaghi, uno tracico e l'altro anatolico.
Questo arcipelago presenta una struttura sconnessa; infatti, le isole che lo costituiscono non sono raggruppate assieme per ragioni geologiche, bensì per scopi amministrativi o turistici. La maggior parte di esse appartiene alla periferia dell'Egeo Settentrionale, mentre Imbro e Tenedo sono sotto il controllo turco.

## Geografia
Le Sporadi Orientali sono collocate a nord delle Sporadi Meridionali, a est delle Sporadi Occidentali e a nord-est delle Cicladi.
Tradizionalmente, le Sporadi Orientali sono divise in due sottoarcipelaghi:
- Sporadi anatoliche (Ανατολικές Σποράδες): Chio, Lesbo, Oinousses, Psara, Tenedo e altre isole minori limitrofe;
- Sporadi traciche (Θρακικές Σποράδες): Agiostrati, Imbro, Lemno, Samotracia, Taso  e altre isole minori limitrofe.

## Storia
A partire dal Mesolitico la navigazione, il commercio, l'economia, la cultura e le interazioni sociali si sono sviluppate nell'arcipelago e nelle aree circostanti. Sono stati ritrovati insediamenti sulle isole risalenti al VI millennio a.C. L'arcipelago si trova in una posizione favorevole al suo utilizzo come scalo commerciale, nonché tappa intermedia nella navigazione del Mar Egeo. Ciò ha consentito lo sviluppo di una cultura significativa, che raggiunse il suo picco intorno al IV millennio a.C. La crescita di insediamenti come Poliochnis a Lemno, Emporiou a Chio e Iraiou a Samo, tra gli altri, sono la prova dell'importanza di questi centri in questo momento. A partire dal III millennio a.C. gli Ioni si insediarono a Chio, mentre Samo e Lesbo furono occupate dagli Achei.Tra la fine del XII e l'inizio dell'XI secolo a.C., un'epoca in cui un gran numero di popolazioni migrò verso la Grecia, gli Eoli arrivarono a Lesbo.
Dall'VIII al VI secolo a.C. le isole godettero di grande prosperità economica, commerciale e artistica. Nel V secolo a.C. l'arcipelago fu conquistato dall'Impero achemenide nel corso delle guerre greco-persiane. Dopo la loro liberazione dal giogo dei Persiani, avvenuta nel 468 a.C., le poleis appartenenti all'arcipelago si unì alla Lega di Delo. Tuttavia, durante la guerra del Peloponneso (429 - 404 a.C.) la loro fedeltà nei confronti dell'alleata Atene fu ripetutamente minacciata dalle operazioni condotte dalle flotte di Sparta. Nel 338 a.C. alcune isole caddero nelle mani dei macedoni e in seguito anche dell'Egitto tolemaico. Al termine dell'età ellenistica, l'arcipelago subì la stessa sorte del resto della Grecia diventando parte dell'Impero Romano.
Dopo un lungo periodo di assenza di conflitti, le isole vennero ripetutamente minacciate dalle incursioni arabe iniziate nel VII secolo. Nel 1204, in seguito al saccheggio di Costantinopoli avvenuto nel corso della IV crociata, l'arcipelago venne spartito tra le repubbliche di Genova e Venezia e i vari principati latini d'Oriente (il periodo è noto nella storiografia bizantina come Francocrazia). Tuttavia, l'occupazione latina non determinò una riduzione della crescita economica. La caduta di Costantinopoli del 1453 espansione dell'Impero Ottomano portarono a un periodo di distruzione, saccheggio e persecuzione per gli abitanti cristiani dell'arcipelago, il cui numero andò incontro a un declino. La ripresa cominciò a partire dal XVI secolo.
Gli abitanti delle isole greche furono attivamente coinvolti nella guerra d'indipendenza greca e l'emergere di leader patriottici come Lykourgos Logothetis, Konstantinos Kanaris e Dimitrios Papanikolis provocò rappresaglie da parte delle autorità turche. I massacri di Chio nel 1822 e di Psara nel 1824 attirarono l'attenzione delle potenze europee che aiutarono la causa greca.
Tuttavia, a causa della loro posizione, vicino alla costa dell'Asia Minore, i turchi non lasciarono facilmente la presa sulle isole. Fu solo nel 1912, in seguito alla prima guerra balcanica, che gran parte dell'arcipelago fu finalmente annesso alla Grecia.